# Banu Muça
Os irmãos Banu Muça (Banū Mūsā - lit. Filhos de Moisés), compostos por Maomé ibne Muça ibne Xaquir (Muḥammad ibn Mūsā ibn Shākir; antes de 803 — Fevereiro de 873), Amade ibne Muça ibne Xaquir (Aḥmad ibn Mūsā ibn Shākir; depois do século IX) e Haçane ibne Muça ibne Xaquir Al-Ḥasan ibn Mūsā ibn Shākir; depois do século IX) foram três cientistas iraquianos. Eles se destacaram no campo da astronomia e geometria e se tornaram conhecidos pela publicação da obra Kitab al-Hiyal (lit. Livro de Mecanismos da Engenharia) e pelos estudos envolvendo a aplicação da aritmética à geometria. Dedicados à análise de dispositivos mecânicos, outro livro importante que escreveram foi sobre a medição de figuras planas e esféricas, obra citada recorrentemente em teses de matemáticos islâmicos e europeus.
Os três trabalharam juntos em um observatório astronômico estabelecido em Baguedade, capital do atual Iraque, no Califado Abássida. Eles também participaram de diversas expedições geodésicas, a fim de medições em graus do planeta. Enquanto os matemáticos gregos davam atenção à obtenção da área e do volume, os matemáticos islâmicos (como os Banu Muça) estavam mais interessados com relações numéricas reais, comparando o tamanho de um objeto a outro. Com esse estudo, chegaram a definir alguns conceitos, reproduzidos em suas obras originais.
Eles fizeram muitas observações e contribuições para o campo da astronomia, escrevendo quase uma dúzia de publicações acerca de suas pesquisas astronômicas. Os corpos celestes mais analisados pelos Banu Muça foram o Sol e a Lua. Embora não tenham ficado muito conhecidos no âmbito político, pela desinteresse, nota-se que o irmão mais velho, Maomé, foi empregado por califas para diferentes projetos civis, principalmente na cidade de Baguedade. Dentre os textos publicados, estão análises sobre trissecção do ângulo, pneumática e teoria musical.
Os Banu Muça são filhos de Muça ibne Xaquir, que era astrônomo na região histórica de Coração. Sua formação, portanto, influenciou os três cientistas em sua carreira profissional. Com o auxílio do matemático e tradutor Tabite ibne Curra, eles traduziram para a língua árabe inúmeras obras gregas sobre matemática.